# مارتین فریمن
مارتین جان کریستوفر فریمن (به انگلیسی: Martin John Christopher Freeman) (زاده ۸ سپتامبر ۱۹۷۱) بازیگر انگلیسی است. در میان دیگر افتخارات، او برنده دو جایزه امی، یک جایزه بفتا و یک جایزه انجمن بازیگران فیلم و نامزد جایزه گلدن گلوب شده است.
برجسته‌ترین نقش‌های فریمن عبارت‌اند از: تیم کانتربری در مجموعه مستندنمای اداره (۲۰۰۱–۲۰۰۳)، دکتر جان واتسن در مجموعه جنایی درام شرلوک (۲۰۱۰–۲۰۱۷)، بیلبو بگینز جوان در سه‌گانه فیلم هابیت (۲۰۱۲–۲۰۱۴)، لستر نایگارد در فصل اول مجموعه کمدی-جنایی درام تاریک فارگو (۲۰۱۴) و کریس کارسون در پاسخ‌دهنده. او همچنین در فیلم‌هایی از جمله کمدی رمانتیک در واقع عشق (۲۰۰۳)، کمدی ترسناک شان می‌میرد (۲۰۰۴)، کمدی علمی-تخیلی راهنمای مسافران مجانی کهکشان (۲۰۰۵)، کمدی اکشن پلیس خفن (۲۰۰۷)، کمدی نیمه‌بداهه میلاد (۲۰۰۹)، کمدی علمی-تخیلی ورلدز اند (۲۰۱۳) ظاهر شده است. از سال ۲۰۱۶، او اورت کی. راس را در دنیای سینمایی مارول ایفا کرده است. او در فیلم‌های کاپیتان آمریکا: جنگ داخلی (۲۰۱۶)، پلنگ سیاه (۲۰۱۸)، پلنگ سیاه: واکاندا تا ابد (۲۰۲۲) و مجموعه تهاجم مخفی (۲۰۲۳) از دیزنی پلاس ظاهر شده است.

## اوایل زندگی
مارتین جان کریستوفر فریمن در ۸ سپتامبر ۱۹۷۱ در آلدرشات، همپشر به دنیا آمد و کوچک‌ترین فرزند از پنج فرزند بود. والدین او، فیلومنا (با نام خانوادگی نوریس) و جفری فریمن، که افسر نیروی دریایی بود، زمانی که او کودک بود از هم جدا شدند. پدرش زمانی که فریمن ۱۰ ساله بود بر اثر حمله قلبی درگذشت.
پدربزرگ پدری فریمن، لئونارد دبلیو. فریمن، در طول جنگ جهانی دوم به عنوان پزشک در نیروی اعزامی بریتانیا خدمت می‌کرد و چند روز قبل از تخلیه دانکرک در همان‌جا کشته شد. پدر لئونارد، ریچارد، نابینا به دنیا آمده بود و به عنوان کوک‌کننده پیانو و ارگ‌نواز کار می‌کرد.
فریمن بر اساس آیین کاتولیک مادرش بزرگ شد و در مدرسه سالزیان در چرتسی، ساری تحصیل کرد و سپس برای تحصیل در رشته رسانه به کالج بروکلندز در ویبریج رفت. برادر بزرگ‌ترش، تیم، خواننده گروه فریزر کورس شد.

## فعالیت

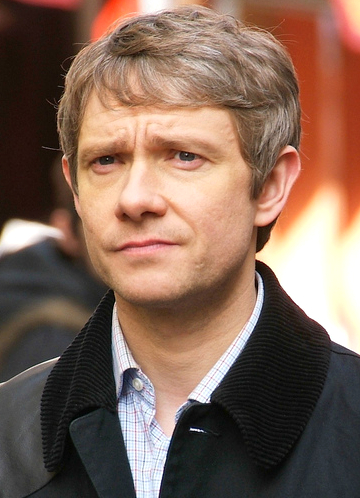
فریمن در حال فیلم‌برداری از شرلوک در مه ۲۰۱۱

فریمن در مدرسه مرکزی سلطنتی گفتار و نمایش تحصیل کرد و در حداقل ۱۸ برنامه تلویزیونی، ۱۴ تولیدات تئاتری و چندین تولیدات رادیویی حضور داشته است. او با ایفای نقش تیم کانتربری در اداره (۲۰۰۱–۲۰۰۳) به شهرت رسید؛ نقشی که به گفته خودش در سال ۲۰۰۴ «سایه‌ای بسیار بلند» بر حرفه بازیگری‌اش انداخت. او همچنین در کمدی موقعیت سخت‌افزار (۲۰۰۳–۲۰۰۴) ظاهر شد و در چند فیلم از جمله علی جی اینداهوس (۲۰۰۲) و در واقع عشق (۲۰۰۳) نقش‌آفرینی کرد.
او با بازی در نقش لرد شفتزبری در درام تاریخی بی‌بی‌سی چارلز دوم: قدرت و شور، به سمت نقش‌های دراماتیک جدی‌تر در تلویزیون حرکت کرد. همچنین حضور کوتاهی در قسمت اول فصل دوم مجموعه این زندگی داشت. فریمن در مجموعه تلویزیونی رابینسون‌ها نقش اصلی را ایفا کرد و در قسمت اول کتاب‌های سیاه حضوری کوتاه داشت. در سال ۲۰۰۷، او در همه با هم به نویسندگی و کارگردانی گوین کلاکستون بازی کرد و در نمایش آخرین خنده به تهیه‌کنندگی بیل کنورایت روی صحنه رفت. همچنین در ویدیوی کاور آهنگ «من یک شوخی را آغاز کردم» از گروه فیث نو مور حضور یافت. در مه ۲۰۰۹، او در پسر با دختر ملاقات می‌کند، یک درام چهار قسمتی، نقش‌آفرینی کرد که داستان آن درباره شخصیت‌های ورونیکا و دنی است که پس از یک حادثه، بدن‌هایشان با یکدیگر جابه‌جا می‌شود.
فریمن نقش دکتر جان واتسن را در شرلوک، اقتباس معاصر بی‌بی‌سی از داستان‌های کارآگاهی شرلوک هولمز، ایفا کرد. اولین قسمت این مجموعه، «پرونده صورتی» در ۲۵ ژوئیه ۲۰۱۰ پخش شد و با تحسین منتقدان روبه‌رو شد. فریمن برای این نقش در سال ۲۰۱۱ برنده جایزه بفتا برای بهترین بازیگر نقش مکمل شد و همچنین نامزد جایزه امی ساعات پربیننده برای بهترین بازیگر نقش مکمل در یک مینی‌سریال یا فیلم تلویزیونی شد.
او همچنین نقش اصلی بیلبو بگینز را در سه‌گانه هابیت به کارگردانی پیتر جکسون ایفا کرد. فریمن برای بازی در قسمت اول، هابیت: یک سفر غیرمنتظره، در سال ۲۰۱۳ برنده جایزه بهترین قهرمان در جوایز فیلم ام‌تی‌وی و جایزه بهترین بازیگر در هجدهمین جوایز امپایر شد.

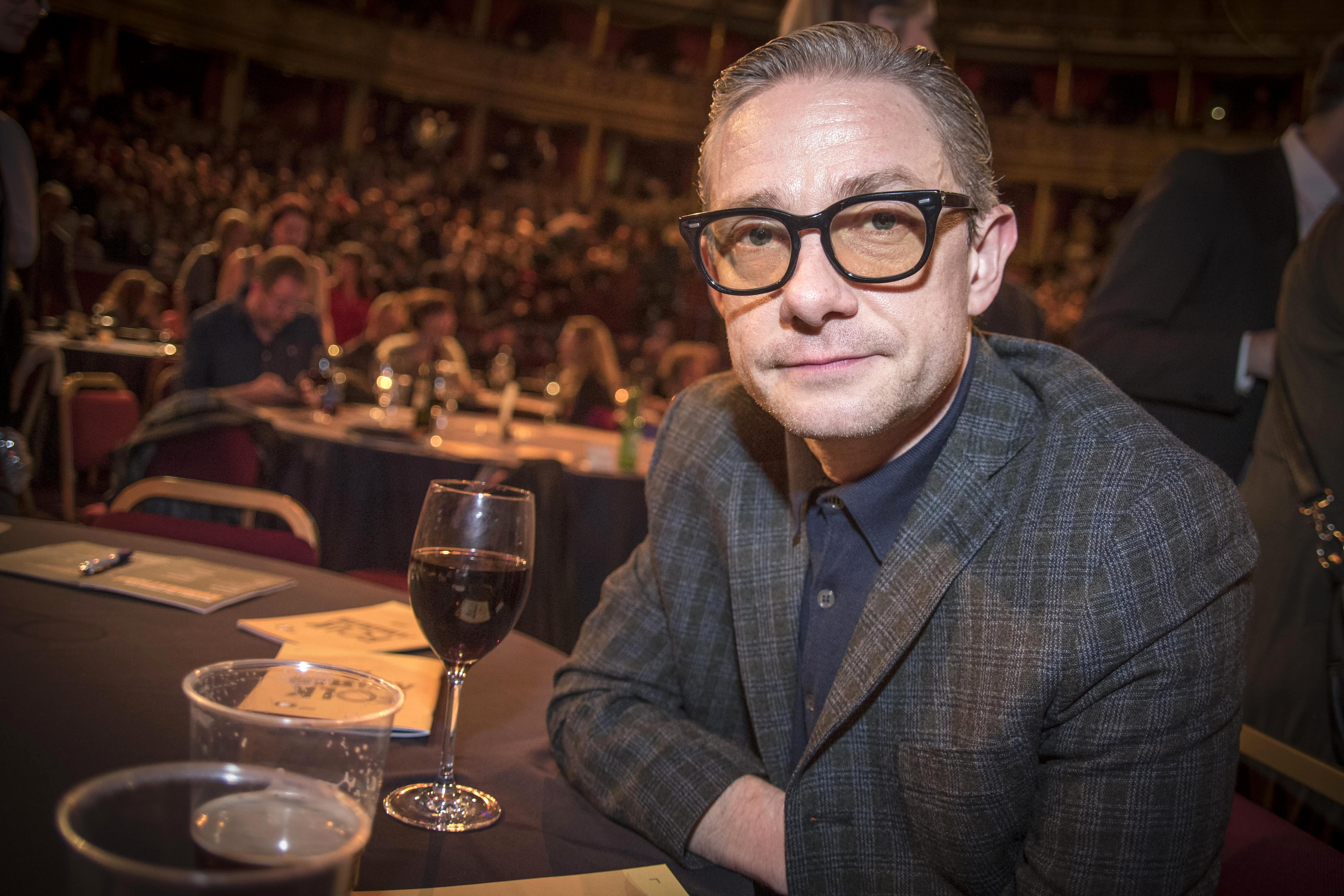
فریمن در جوایز مردمی رادیو بی‌بی‌سی ۲، رویال آلبرت هال، آوریل ۲۰۱۶

فریمن در هر سه فیلم از سه‌گانه کمدی سه طعم کورنتو ساخته سایمون پگ و ادگار رایت حضور داشت. او ابتدا در شان می‌میرد (۲۰۰۴) در نقشی کوتاه و بدون دیالوگ به عنوان دکلان، دوست‌پسر ایوون، ظاهر شد. سپس در پلیس خفن (۲۰۰۷) حضوری کوتاه در نقش یک افسر پلیس داشت. در قسمت پایانی سه‌گانه ورلدز اند، او یکی از بازیگران اصلی بود. در ۵ اکتبر ۲۰۱۳، اعضای انجمن ادبی و تاریخی کالج دانشگاهی دوبلین، یک عضویت افتخاری به نام او به او اعطا کردند. در آوریل ۲۰۱۴، فریمن در مجموعه کمدی-جنایی درام تاریک فارگو نقش لستر نایگارد، یک فروشنده بیمه، را ایفا کرد. این نقش برای او نامزدی در جوایز امی ساعات پربیننده، یک جایزه گلدن گلوب و جایزه تلویزیونی منتخب منتقدان را به همراه داشت. در ژوئیه ۲۰۱۴، او در استودیوهای ترافالگار، در نقش اصلی نمایش ریچارد سوم اثر شکسپیر روی صحنه رفت.
در سال ۲۰۱۵، فریمن در فیلم تلویزیونی نمایش آیشمن در نقش میلتون فروختمن، تهیه‌کننده این برنامه، ظاهر شد. این فیلم بر اساس تلاش کارگردان تلویزیونی لئو هورویتز برای فیلم‌برداری محاکمه آدولف آیشمن، جنایتکار جنگی نازی در سال ۱۹۶۱ ساخته شد و شامل ترکیبی از صحنه‌های دراماتیک و تصاویر واقعی از دادگاه بود. دیلی تلگراف این فیلم را «کاملاً مجذوب‌کننده» توصیف کرد. در سال ۲۰۱۶، فریمن در فیلم کاپیتان آمریکا: جنگ داخلی در نقش اورت کی. راس، مأمور سیا، ایفای نقش کرد که در مه ۲۰۱۶ اکران شد.
در سال ۲۰۱۷، فریمن در کارگو، که نسخه بلند یک فیلم کوتاه با همین نام محصول ۲۰۱۳ بود، نقش‌آفرینی کرد. این فیلم در ۶ اوت ۲۰۱۷ در جشنواره فیلم آدلاید برای اولین بار به نمایش درآمد. در همان سال، او در نمایش کمدی-سیاسی کار عشق نوشته جیمز گراهام، در تئاتر نوئل کاوارد، در کنار تمسین گریگ ظاهر شد. فریمن در این نمایش نقش دیوید لیونز، یک نماینده حزب کارگر، را ایفا کرد که ایده‌های مدرنش او را در برابر جین ویتاکر (گریگ)، نماینده سنتی‌تر جناح چپ، قرار می‌دهد.
در سال ۲۰۱۸، او بار دیگر نقش اورت کی. راس را در پلنگ سیاه ایفا کرد. این فیلم حدود دو هفته پس از وقایع کاپیتان آمریکا: جنگ داخلی جریان داشت و دومین حضور او در دنیای سینمایی مارول محسوب می‌شد. بین مه ۲۰۱۷ و ژوئیه ۲۰۱۹، فریمن در تبلیغات متعددی برای شرکت ودافون حضور داشت.
در ژوئن ۲۰۱۸، او در درام برای تدارک همه مردم، محصول بی‌بی‌سی ولز، که به مناسبت ۷۰ سالگی سرویس سلامت ملی ساخته شد، ایفای نقش کرد.
از مارس ۲۰۲۰، فریمن در مجموعه کمدی پرورش‌دهندگان محصول اف‌اکس/اسکای۱ به عنوان بازیگر اصلی حضور دارد. او همچنین یکی از خالقان و تهیه‌کنندگان اجرایی این مجموعه است. در ۱۸ مه ۲۰۲۰، شبکه‌های اف‌اکس و اسکای‌۱ این مجموعه را برای فصل دوم تمدید کردند.

## زندگی شخصی
فریمن در منطقه بلسایز پارک لندن زندگی می‌کند. او پیش‌تر در پاترز باز، هرتفوردشر، همراه با بازیگر آماندا ابینگتون زندگی می‌کرد. این دو از سال ۲۰۰۰ تا ۲۰۱۶ با هم بودند و یک پسر و یک دختر دارند. آنها در آثار مشترکی مانند شرلوک، تاب خوردن با فینکل‌ها، بدهی، رابینسون‌ها و همه با هم ظاهر شدند. در ۲۲ دسامبر ۲۰۱۶، گزارش شد که از یکدیگر جدا شده‌اند.
فریمن پیش‌تر ماهی‌خوار بود اما در سال ۲۰۲۴ دوباره به خوردن گوشت قرمز روی آورد. او یک کاتولیک غیرمذهبی است. فریمن دوست صمیمی بازیگر سایمون پگ است که پدرخوانده پسر او محسوب می‌شود. او از لحاظ سبک شخصی، به فرهنگ زیرزمینی مدهای بریتانیایی گرایش دارد و پل ولر را یکی از قهرمانان و تأثیرگذاران بر استایل خود می‌داند.
در سال ۲۰۱۱، فریمن به عنوان داور در یک مسابقه کریکت خیریه برای جمع‌آوری کمک به قربانیان زلزله کرایست‌چرچ شرکت کرد.
برادر او، جیمی فریمن، خواننده-ترانه‌سرا و طراح وب‌سایت، در دسامبر ۲۰۲۲ بر اثر سرطان مغز درگذشت.

### موسیقی
فریمن طرفدار موسیقی سول، موتاون و جاز است. او در سال ۲۰۰۹، اجرای یک قسمت از نمایش فرهنگ در بی‌بی‌سی دو را با عنوان «مارتین فریمن به موتاون می‌رود» بر عهده داشت. او همچنین در سال ۲۰۰۶، موسیقی‌های مجموعه «ساخته‌شده برای اندازه‌گیری» را برای یک آلبوم گردآوری‌شده از موتاون انتخاب کرد. در ادامه، با دوست خود ادی پیلر روی یک آلبوم گردآوری‌شده از موسیقی جاز به نام «جاز در گوشه» همکاری کرد. این آلبوم که در ۲۳ مارس ۲۰۱۸ توسط اسید جاز رکوردز منتشر شد، شامل قطعاتی از کاماسی واشینگتن و سنگینی‌های جدید برند بود. فریمن و پیلر در ۳۱ مارس ۲۰۱۸، اجرای نمایش فانک و سول از کریگ چارلز را بر عهده گرفتند. در سال ۲۰۱۹، آلبوم دنباله‌دار «سول در گوشه» معرفی شد که شامل قطعاتی از لروی هاتسون و بابی وومک بود.

### دیدگاه‌های سیاسی
فریمن از حزب کارگر بریتانیا حمایت می‌کند. او در دوران نوجوانی از گروه سیاسی منحل‌شده ستیزه‌جویانه طرفداری می‌کرد و به‌عنوان داوطلب در جوانان سوسیالیست حزب کارگر فعالیت داشت. در سال ۲۰۱۵، او در یک برنامه تبلیغاتی سیاسی برای حمایت از حزب کارگر، پیش از انتخابات سراسری بریتانیا ۲۰۱۵، حضور یافت. در اوت ۲۰۱۵، فریمن از کمپین جرمی کوربین در انتخابات رهبری حزب کارگر حمایت کرد.

## فیلم‌شناسی
| سال  | فیلم                                                                  | نقش                      | توضیحات    |
| ---- | --------------------------------------------------------------------- | ------------------------ | ---------- |
| ۱۹۹۸ | من فقط می خوام تو رو ببوسم                                            | فرانک                    | فیلم کوتاه |
| ۲۰۰۰ | پایینِ پایین                                                           | سلیمان                   |            |
| ۲۰۰۱ | دور پنج                                                               | مرد                      |            |
| ۲۰۰۱ | لباس بالماسکه                                                         | دزد دریایی               |            |
| ۲۰۰۲ | علی جی اینداهاوس                                                      | ریکی سی                  |            |
| ۲۰۰۳ | عشق واقعی                                                             | جان                      |            |
| ۲۰۰۴ | تقاطع بلیک ۷                                                          | ویلا                     | فیلم کوتاه |
| ۲۰۰۴ | تماس ثبت نام                                                          | کوین                     |            |
| ۲۰۰۴ | مردگان شان                                                            | دکلان                    |            |
| ۲۰۰۵ | راهنمایی برای رانندگی مجانی به سوی کهکشان                             | آرتور دنت                |            |
| ۲۰۰۶ | شکستن و ورود                                                          | سندی                     |            |
| ۲۰۰۶ | شیرینی                                                                | مت                       |            |
| ۲۰۰۷ | فداکاری                                                               | جرمی                     |            |
| ۲۰۰۷ | شب خوب                                                                | گری شالر                 |            |
| ۲۰۰۷ | پلیس خفن                                                              | گروهبان                  |            |
| ۲۰۰۷ | دل تنها                                                               | خوک                      | فیلم کوتاه |
| ۲۰۰۷ | همه با هم                                                             | کریس اشورث               |            |
| ۲۰۰۷ | زباله                                                                 | کوین                     | فیلم کوتاه |
| ۲۰۰۷ | گشت شبانه                                                             | رامبرانت                 |            |
| ۲۰۰۸ | تهمت زدن به رامبراند                                                  | رامبرانت                 | مستند      |
| ۲۰۰۹ | تولد عیسی مسیح!                                                       | پل مدنز                  |            |
| ۲۰۱۰ | هدف وحشی                                                              | دیکسون                   |            |
| ۲۰۱۰ | این دختر یک متقلبه!                                                   | کلایو باکلی              | فیلم کوتاه |
| ۲۰۱۰ | فصل اول مجموعه شرلوک (پرونده صورتی- بانکدار کور- بازی بزرگ)!          | جان واتسون               |            |
| ۲۰۱۱ | شمارت چنده؟                                                           | سایمون                   |            |
| ۲۰۱۱ | تاب خوردن با فینکل‌ها                                                  |                          |            |
| ۲۰۱۲ | دزدان دریایی! یک گروه ناجور                                           | دزدان دریایی با یک روسری | صدا        |
| ۲۰۱۲ | هابیت: یک سفر غیرمنتظره                                               | بیلبو بگینز              |            |
| ۲۰۱۲ | فصل دوم مجموعه شرلوک (رسوایی بلگراویا- سگ‌های بَسکِرویل- آبشار رایشنباخ) | جان واتسون               |            |
| ۲۰۱۳ | ته دنیا                                                               | الیور چمبرلین            |            |
| ۲۰۱۳ | اسوانگلی                                                              | دان                      |            |
| ۲۰۱۳ | نجات بابانوئل                                                         | برنارد                   | صدا        |
| ۲۰۱۳ | هابیت: برهوت اسماگ                                                    | بیلبو بگینز              |            |
| ۲۰۱۳ | مشکل وورمن                                                            | دکتر ویلیامز             | فیلم کوتاه |
| ۲۰۱۴ | هابیت: نبرد پنج سپاه                                                  | بیلبو بگینز              |            |
| ۲۰۱۴ | فصل سوم مجموعه شرلوک (نعش کش خالی- نشانه سه- آخرین عهدش)              | جان واتسون               |            |
| ۲۰۱۶ | کاپیتان آمریکا: جنگ داخلی                                             | ژنرال راس                | -          |
| ۲۰۱۶ | فصل چهارم مجموعه شرلوک (شش تاچر-کاراگاه دروغگو-آخرین مسئله)           | جان واتسون               |            |
| ۲۰۱۷ | بلک پنتر                                                              | اورت راس                 |            |
| ۲۰۱۹ | مأمور مخفی                                                            | توماس                    |            |
| ۲۰۱۹ | سرود شادی                                                             | چارلی                    |            |
| ۲۰۲۲ | پلنگ سیاه: واکاندا تا ابد                                             | اورت کی. راس             |            |
| ۲۰۲۴ | دختر میلر                                                             | جاناتان میلر             |            |